# Limnophora maculosa
Limnophora maculosa este o specie de muște din genul Limnophora, familia Muscidae. A fost descrisă pentru prima dată de Johann Wilhelm Meigen în anul 1826. Conform Catalogue of Life specia Limnophora maculosa nu are subspecii cunoscute.